# Дзета Циркуля
Дзета Циркуля (англ. Zeta Circini, ζ Cir), ζ Циркуля — звезда в южном созвездии Циркуля. Имеет видимую звёздную величину 6.08, что делает звезду едва видимой невооружённым глазом
(в соответствии со шкалой Бортля для наблюдения данной звезды необходим уровень засветки не выше, чем в местности вне города). Расстояние до данной звезды, полученное по измерению параллакса (2.56 мсд),
 составляет около 1300 световых лет.
Звезда является звездой главной последовательности спектрального класса B (B2/3 Vn), где индекс 'n' показывает наличие широких абсорбционных линий вследствие вращения. Является медленно пульсирующей B-звездой с частотой  0,26877 сут−1 и амплитудой 0,0046.
Данная звезда обладает возрастом около 32 млн лет; она быстро вращается, значение проекции скорости вращения составляет 264 км/с. Масса в 5,5 раз превышает солнечную, радиус в 3,8 раза превышает солнечный. Дзета Циркуля обладает светимостью 602 светимости Солнца, эффективная температура атмосферы составляет 16788 K.